# Masakra w Sabrze i Szatili
Masakra w Sabrze i Szatili (arab. ‏صبرا وشاتيلا‎) została dokonana na palestyńskich uchodźcach w dniach 16–18 września 1982 roku przez libańskie maronickie oddziały (zwane również „chrześcijańską milicją”) pod dowództwem Elie Hobeiki. Odbyło się to za pełnym przyzwoleniem dowództwa izraelskich sił zbrojnych, których jednostki interwencyjne w południowym Libanie otoczyły obozy uchodźców palestyńskich krótko przed masakrą. Liczba ofiar oceniana jest na od 700 do 3500, z czego większość stanowili starcy, kobiety i dzieci.

## Opis wydarzeń
Nazwa „Sabra” odnosi się do ubogich okolic Zachodniego Bejrutu, sąsiadujących z obozem uchodźców „Szatila”, założonym dla palestyńskich uchodźców w 1949 roku. Przez lata zatarły się granice pomiędzy nimi i powszechnie nazywano je „obozami Sabra i Szatila”.
Od 1975 do 1990 roku w Libanie trwała wojna domowa. Jedną ze stron konfliktu była milicja znana jako „Falanga” – zbrojne ramię chrześcijańskiej partii Kataeb. Była ona sojusznikiem Izraela w walce z OWP.
OWP używała południowego Libanu jako bazy wypadowej przeciwko Izraelowi, a Izrael dokonywał odwetowych nalotów na pozycje OWP w Libanie. 6 czerwca 1982 Izrael zdecydował się na interwencję wojskową, wprowadzając 60 000 żołnierzy na terytorium Libanu. Interwencja ta została oficjalnie potępiona przez ONZ. Po dwóch miesiącach w wyniku działań USA podpisano zawieszenie broni, na mocy którego Liban miał pozostawać pod nadzorem sił międzynarodowych.
1 września oficjalnie zakończono wycofywanie sił OWP z okolic Bejrutu, co zapowiadało stabilizację sytuacji. Uległa ona jednak gwałtownemu pogorszeniu 14 września wskutek zamachu bombowego, w którym zginął Baszir al-Dżumajjil – nowo wybrany prezydent Libanu i jednocześnie lider Falangi. Zamach – jak się później okazało – został przeprowadzony przez prosyryjskiego bojówkarza, lecz o zabójstwo obwiniono początkowo OWP. W kilka godzin po zamachu Ariel Szaron zdecydował o ponownym wkroczeniu sił izraelskich do zachodniej (muzułmańskiej) części Bejrutu, łamiąc warunki ww. zawieszenia broni. Jako uzasadnienie tej decyzji Szaron przedstawił ocenę, jakoby w Bejrucie pozostało 2000-3000 terrorystów z OWP (według danych administracji amerykańskiej liczba pozostałych tam członków grup bojowych OWP była w rzeczywistości znikoma). Oddziały izraelskie otoczyły m.in. dwa obozy uchodźców palestyńskich: Sabra i Szatila.
Szaron i Refa’el Etan zezwolili członkom Falangi na wkroczenie do obozów pod pretekstem ujęcia ukrywających się tam bojowników OWP. 16 września 1982 o godzinie 18. falangiści weszli do obozów. Kierując się chęcią odwetu za zabójstwo Dżemajela w ciągu następnych 36-48 godzin dokonali oni masakry mieszkających tam Palestyńczyków.

## Odpowiedź międzynarodowa
16 grudnia 1982 Zgromadzenie Ogólne ONZ potępiło masakrę i oficjalnie uznało ją za akt ludobójstwa. Żadne akcje narodowe ani międzynarodowe nie zostały nigdy przedsięwzięte przeciwko dowódcy Elie Hobeika, który zginął 20 lat później w wybuchu bomby w Bejrucie.
Masakra przyciągnęła uwagę mediów na całym świecie. Większość relacji skupiała się na roli Izraela. Włoscy pracownicy lotnisk zbojkotowali izraelską linię lotniczą El Al. W synagogach w Mediolanie i Rzymie podłożono bomby.
Tygodnik „Time” opublikował 21 lutego 1983 artykuł opisujący Szarona jako bezpośrednio odpowiedzialnego za masakrę.
Benny Morris w książce Israel’s Secret Wars napisał, że Izrael udostępnił buldożery do zakopywania ciał zamordowanych Palestyńczyków.
W szwedzko-francusko-niemiecko-libańskim filmie dokumentalnym Massaker (2005) sześciu byłych żołnierzy libańskich, którzy uczestniczyli w masakrze, zeznało, że Izrael bezpośrednio brał w niej udział. Jeden z nich stwierdził, że widział izraelski buldożer niszczący zamieszkany budynek wewnątrz obozu. Inny zeznał, że izraelscy żołnierze zaopatrzyli ich w materiały do zniszczenia ciał pozostawionych na ulicach.
W 2008 roku Ari Folman, jeden z żołnierzy izraelskich biorących udział w tych zajściach, zrealizował animowany film Walc z Baszirem, w którym podejmuje próbę odpowiedzi na pytanie o odpowiedzialność swoją i współtowarzyszy za masakrę. Film ten, utrzymany w konwencji dokumentu, zdobył Złoty Glob 2009 w kategorii najlepszy film zagraniczny, a także był nominowany do Oskara w tej samej kategorii.

## Sabra i Szatila po masakrze
Zaraz po masakrze siły Izraela zaczęły opuszczać Bejrut. Ochronę obozów powierzono Włochom. Kiedy po kolejnych atakach na siły międzynarodowe Włochy wycofały swoich żołnierzy z Libanu, bezpieczeństwo obozów zostało przekazane oddziałom szyickiej milicji Amal.